# Skate nos Jogos Olímpicos de Verão de 2024 - Park feminino
A competição do park feminino do skate nos Jogos Olímpicos de Verão de 2024 foi disputada em 6 de agosto de 2024 na Praça da Concórdia, em Paris. Um total de 22 skatistas de 12 Comitês Olímpicos Nacionais (CON) participaram do evento.

## Qualificação
Um total de 22 vagas estavam disponíveis para skatistas qualificadas no park feminino, sendo que cada Comitê Olímpico Nacional (CON) poderia inscrever no máximo três skatistas. As cotas foram atribuídas as skatistas com base no total de pontos acumulados no ranking do Olympic World Skateboarding de 24 de junho de 2024. As vinte melhores skatistas elegíveis após três períodos consecutivos de qualificação (22 de junho a 31 de dezembro, 2022; 1º de janeiro a 31 de dezembro de 2023; e 1º de janeiro a 23 de junho de 2024) foram selecionadas. A nação anfitriã, França, tinha reservada uma vaga, enquanto a mesma quantia foi reservada para os CONs elegíveis de acordo com as regras de universalidade.

## Calendário
Horário local (UTC+2)
| Data                | Horário | Fase         |
| ------------------- | ------- | ------------ |
| 6 de agosto de 2024 | 12:30   | Preliminares |
| 6 de agosto de 2024 | 17:30   | Final        |

## Medalhistas
| Ouro   | AUS Arisa Trew    |
| Prata  | JPN Kokona Hiraki |
| Bronze | GBR Sky Brown     |

## Resultados

### Preliminares
As oito competidoras com as melhores pontuações, independente da bateria, avançam a final.
| Pos. | Bateria | Skatista           | CON                | Tentativa | Tentativa | Tentativa | Notas |
| Pos. | Bateria | Skatista           | CON                | 1         | 2         | 3         | Notas |
| ---- | ------- | ------------------ | ------------------ | --------- | --------- | --------- | ----- |
| 1    | 1       | Cocona Hiraki      | JPN Japão          | 85.04     | 88.07     | 25.34     | Q     |
| 2    | 1       | Bryce Wettstein    | USA Estados Unidos | 21.76     | 75.22     | 85.65     | Q     |
| 3    | 1       | Hinano Kusaki      | JPN Japão          | 44.00     | 52.71     | 85.11     | Q     |
| 4    | 3       | Sky Brown          | GBR Grã-Bretanha   | 84.75     | 71.55     | 10.66     | Q     |
| 5    | 4       | Heili Sirviö       | FIN Finlândia      | 58.96     | 83.42     | 69.90     | Q     |
| 6    | 3       | Arisa Trew         | AUS Austrália      | 72.15     | 82.95     | 64.95     | Q     |
| 7    | 4       | Naia Laso          | ESP Espanha        | 29.39     | 82.49     | 29.43     | Q     |
| 8    | 4       | Dora Varella       | BRA Brasil         | 76.57     | 82.29     | 69.30     | Q     |
| 9    | 2       | Isadora Pacheco    | BRA Brasil         | 82.07     | 63.66     | 64.48     |       |
| 10   | 1       | Sakura Yosozumi    | JPN Japão          | 79.70     | 20.04     | 9.33      |       |
| 11   | 4       | Ruby Trew          | AUS Austrália      | 77.89     | 61.35     | 70.80     |       |
| 12   | 2       | Raicca Ventura     | BRA Brasil         | 76.24     | 64.33     | 56.86     |       |
| 13   | 3       | Ruby Lilley        | USA Estados Unidos | 74.98     | 75.07     | 2.66      |       |
| 14   | 2       | Lilly Stoephasius  | GER Alemanha       | 71.79     | 40.76     | 74.40     |       |
| 15   | 3       | Lola Tambling      | GBR Grã-Bretanha   | 73.85     | 53.05     | 19.50     |       |
| 16   | 1       | Émilie Alexandre   | FRA França         | 72.13     | 72.94     | 73.48     |       |
| 17   | 1       | Julia Benedetti    | ESP Espanha        | 4.33      | 8.50      | 70.27     |       |
| 18   | 2       | Zheng Haohao       | CHN China          | 63.19     | 16.01     | 16.07     |       |
| 19   | 3       | Minna Stess        | USA Estados Unidos | 20.10     | 54.71     | 54.53     |       |
| 20   | 2       | Fay De Fazio Ebert | CAN Canadá         | 18.66     | 30.00     | 51.82     |       |
| 21   | 2       | Nana Taboulet      | FRA França         | 7.41      | 29.53     | 42.33     |       |
| 22   | 4       | Aya Asaqas         | MAR Marrocos       | 13.68     | 2.00      | 12.80     |       |

### Final
As três competidoras com as melhores notas na final conquistaram as medalhas.
| Pos.              | Skatista        | CON                | Tentativa | Tentativa | Tentativa |
| Pos.              | Skatista        | CON                | 1         | 2         | 3         |
| ----------------- | --------------- | ------------------ | --------- | --------- | --------- |
| Medalha de ouro   | Arisa Trew      | AUS Austrália      | 35.53     | 90.11     | 93.18     |
| Medalha de prata  | Kokona Hiraki   | JPN Japão          | 91.98     | 79.79     | 92.63     |
| Medalha de bronze | Sky Brown       | GBR Grã-Bretanha   | 80.57     | 91.60     | 92.31     |
| 4                 | Dora Varella    | BRA Brasil         | 85.06     | 77.62     | 89.14     |
| 5                 | Heili Sirviö    | FIN Finlândia      | 71.40     | 71.56     | 88.89     |
| 6                 | Bryce Wettstein | USA Estados Unidos | 88.12     | 9.66      | 73.26     |
| 7                 | Naia Laso       | ESP Espanha        | 59.85     | 7.66      | 86.28     |
| 8                 | Hinano Kusaki   | JPN Japão          | 2.66      | 17.86     | 69.76     |